# 20th Engineer Brigade

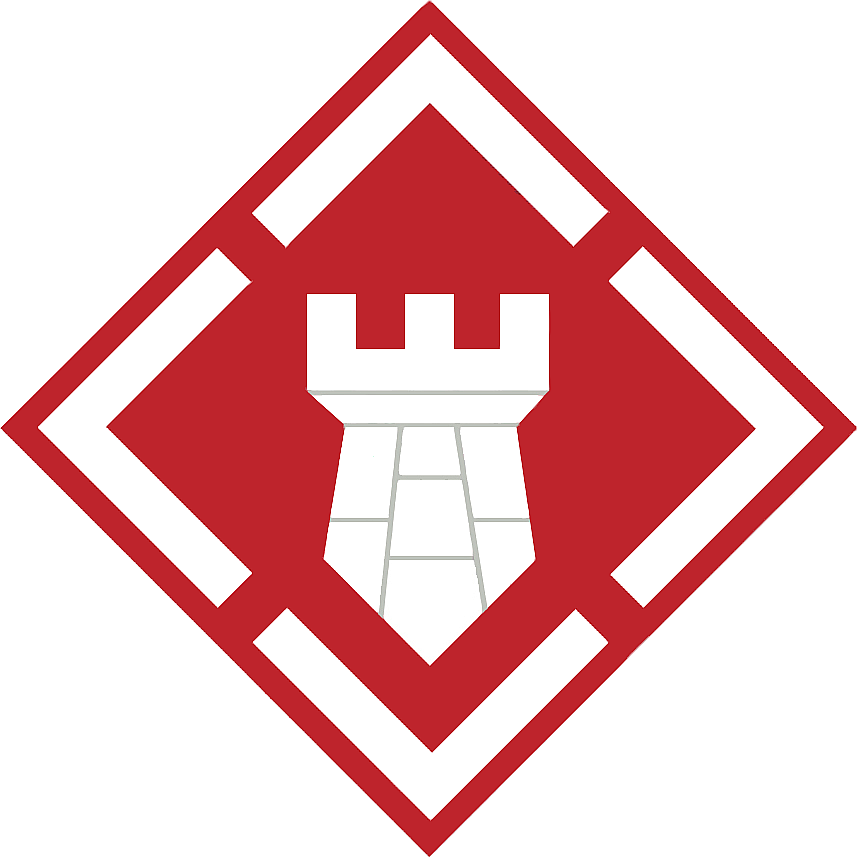
Schulterabzeichen

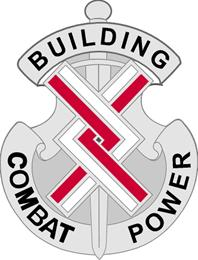
Wappen

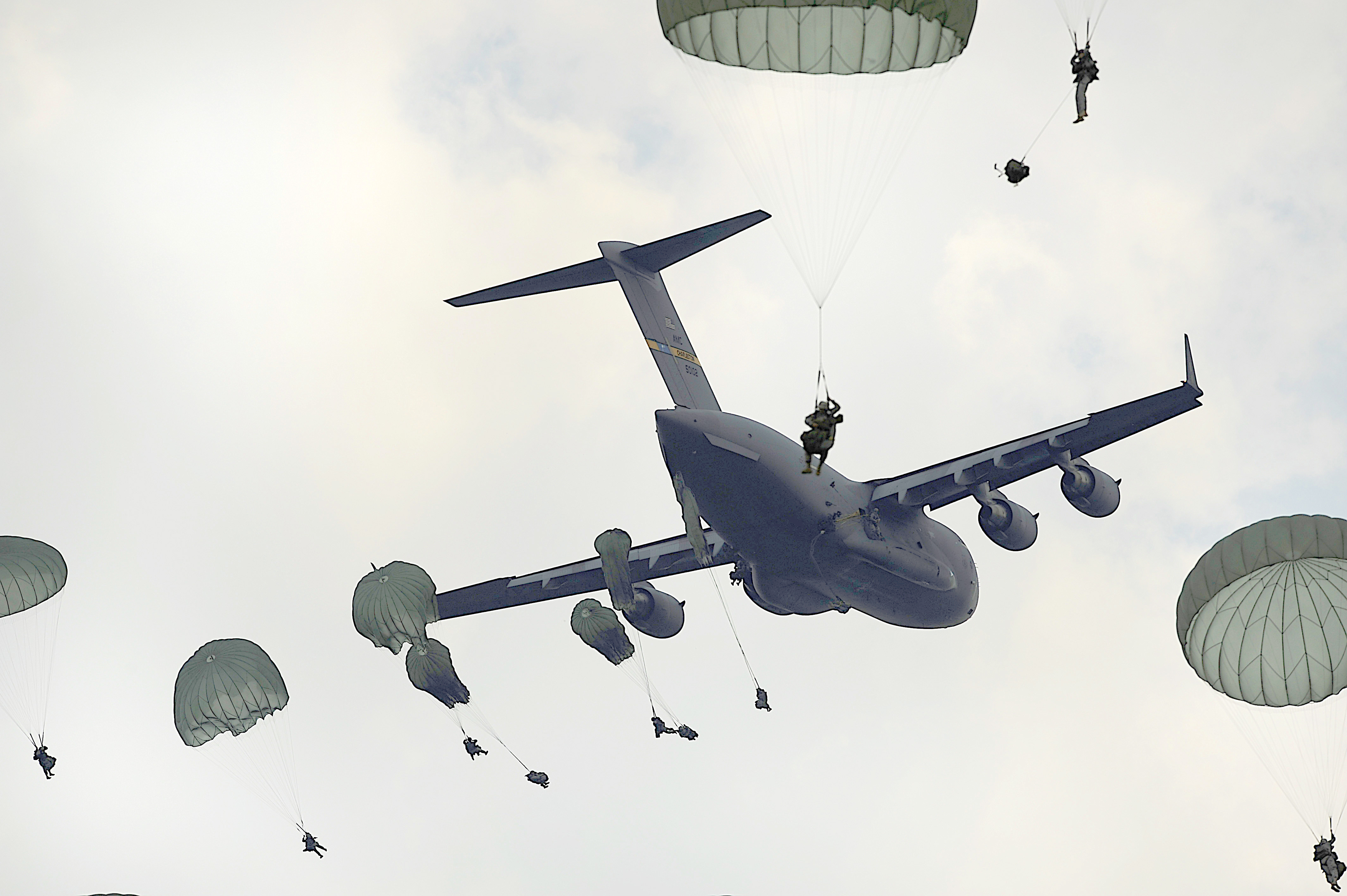
Fallschirmsprung von Soldaten der 20th Engineer Brigade

Die 20th Engineer Brigade (deutsch 20. US-Pionierbrigade) ist ein Großverband der US Army und der  Pionierverband des XVIII Airborne Corps. Er ist in Teilen als Luftlandepioniere einschließlich Fallschirmtruppe ausgerüstet und ausgebildet, jedoch seit 2009 in seiner Gesamtheit kein Luftlandeverband  mehr.  Das Hauptquartier des 20. US-Pionierbrigade befindet sich in Fort Bragg im US-Bundesstaat North Carolina.

## Aufgabe und Organisation
Auftrag der Brigade ist die Pionierunterstützung in allen Einsatzgebieten des XVIII Airborne Corps und bei Bedarf von Einheiten des United States Army Special Operations Command. Für diese Aufgaben sind Teile der Brigade für den militärischen Fallschirmsprung ausgebildet.
Neben der Stabskompanie in Fort Bragg, besteht die Brigade aus vier Bataillone:
- 27. Pionierbataillon in Fort Bragg, North Carolina
- 19. Pionierbataillon in Fort Knox, Kentucky
- 46. Pionierbataillon in Fort Polk, Louisiana
- 92. Pionierbataillon in Fort Stewart, Georgia

## Geschichte
Die 20. US Pionierbrigade führt ihre Tradition bis auf Pioniereinheiten im Sezessionskrieg zurück. Ein Pionierbrigade mit der Nummer 20 wurde erstmals 1950 in Fort Leonard Wood, Missouri aufgestellt. Ab 1952 wurde sie mit zwei Bataillone und sechs selbständigen Kompanien als Bautruppe im Südwesten Frankreichs für die dortigen militärischen Stützpunkte eingesetzt. Im Jahre 1954 erfolgte die Rückverlegung in die Vereinigten Staaten nach Fort Bragg als Unterstützungsverband für das XVIII. Korps, um dort dann 1958 deaktiviert zu werden.
Eine zweite Aktivierung erfolgte 1967 in Fort Bragg um als Verstärkung im gleichen Jahr nach Vietnam verlegt zu werden. Nach dem Einsatz im Vietnamkrieg wurde sie bei Rückkehr im Jahre 1971 deaktiviert.
Letzte, bis heute gültige Aktivierung erfolgte 1974 in Fort Bragg als luftlandefähige Kampfpionierbrigade des XVIII. Luftlandekorps. Im Jahre 1990 erfolgte die Verlegung gemeinsam mit dem Korps und die Teilnahmen am Zweiten Golfkrieg. Im November 2004 erfolgte eine weitere Verlegung in den Irak als Pionierkommando des Multi-National Force – Iraq.

## Bekannte Angehörige
Al Gore, Vizepräsident der Vereinigten Staaten von 1993 bis 2001, leistete einen Teil seines Wehrdienst in der Brigade ab, während sie 1971 im Vietnamkrieg eingesetzt war. Er war dort Militärjournalist für die brigadeeigene Militärzeitung.